# P.H.F.
Pour les articles homonymes, voir Locke.
Joe Locke, plus connu sous son nom de scène P.H.F ou PHF ou Perfect Hair Forever, est un musicien, producteur et auteur-compositeur-interprète néo-zélandais originaire d'Auckland.

## Biographie
Joe Locke est basé à Auckland, en Nouvelle-Zélande.

### Carrière musicale
P.H.F débute en 2008, sous le nom de Perfect Hair Forever. Il enregistre son premier EP en 2011, et son premier album en 2012. Il produit sa propre musique, en jouant souvent seul tous les instruments, mais collabore également avec d'autres artistes, comme Clairo, Rew et ARTHUR. P.H.F désigne souvent son projet solo, mais a parfois constitué un véritable groupe. En 2018, il sort I hate myself. Il publie New Metal en 2020.
En 2022, il sort Purest Hell. L'album est un hommage à Reuben Samuel Winter, ami et collègue de Locke, décédé en septembre 2020.
En 2024, il sort un EP : Naturalised in violence et deux albums : LOAD et Suffer .
Plusieurs de ses enregistrements sont sortis chez Danger Collective Records.

### Influences musicales
P.H.F. mêle différentes influences musicales : punk, noise, synth-pop, electronica, hyperpop, metal, digicore,

## Discographie
PHF publie de nombreux opus,,, dont :

### Albums studio
- 2012 : OK Cool
- 2012 : MALL-O-CAUST
- 2013 : Puker
- 2013 : Void
- 2015 : Soft
- 2016 : 9mm
- 2018 : I hate myself
- 2020 : New Metal
- 2021 : Unplugged
- 2022 : Purest Hell
- 2024 : LOAD
- 2024 : Suffer

### EP
- 2011 : Girls in love
- 2012 : Bubblegum
- 2024 : Naturalised in violence

### Singles
- 2011 : Bad Mood
- 2021 : Ballerina